# Medal im. Stefana Banacha
Medal im. Stefana Banacha – międzynarodowa nagroda przyznawana przez Prezydium Polskiej Akademii Nauk (PAN) w uznaniu wybitnych zasług w rozwoju nauk matematycznych. Ustanowiony w 1992 roku w stulecie urodzin Stefana Banacha.

## Laureaci
- 1992: Stanisław Łojasiewicz, Czesław Olech, Czesław Ryll-Nardzewski, Andrzej Schinzel
- 1996: Aleksander Pełczyński
- 1997: Joram Lindenstrauss
- 1998: Kazimierz Urbanik
- 1999: Friedrich Hirzebruch
- 2000: Wiesław Żelazko
- 2001: Gilles Pisier
- 2004: Tadeusz Figiel, Nigel Kalton
- 2006: Stanisław Kwapień
- 2007: William B. Johnson
- 2009: Stanisław L. Woronowicz
- 2011: William T. Gowers
- 2014: Tomasz Łuczak
- 2015: Henryk Iwaniec
- 2022: Michel Talagrand
- 2023: Przemysław Wojtaszczyk
- 2024: Vitaly Bergelson